# Bandera de Sergipe
Los colores de la bandera de Sergipe representan la integración de los estados de Brasil. Las estrellas representan los cinco principales ríos: Sergipe, Vaza-Barris, São Francisco, Poxim y Cotinguiba.
La bandera fue oficializada por la Ley n.º 795 del 19 de octubre de 1920, modificada en 1951, y restablecida la versión original por la Ley n.º 458 del 3 de diciembre de 1952.
Su composición, como se señala en la ley, es la siguiente:
- Rectángulo, con cuatro rayas, de colores verde y amarillo, alternativamente, tomando el color verde en la parte superior y, a ambos lados del ángulo recto superior de la izquierda, un rectángulo en un fondo azul cobalto, en dimensión proporcional al rectángulo en total, con cinco estrellas blancas de cinco rayos cada una, colocadas en cada uno de los ángulos del rectángulo azul, en el lugar geométrico en donde se cruzan dos líneas diagonales.

## Colores
Los colores utilizados en la bandera no tienen sus matices especificados en la ley. Sin embargo, el manual de identidad visual del gobierno del estado de Sergipe específica los siguientes colores para la confección de marca de gobierno (que cuenta con una versión estilizada de la bandera).
| Color | Nombre   | CMYK        | sRGB        | Hexadecimal | Pantone |
| ----- | -------- | ----------- | ----------- | ----------- | ------- |
|       | Azul     | 100/0/40/40 | 0/92/139    | 005C8B      | S 217-1 |
|       | Verde    | 100/0/100/0 | 0/168/89    | 00A859      | S 274-1 |
|       | Amarillo | 10/100/0/0  | 255/221/33  | FFDD21      | S 5-4   |
|       | Blanco   | 0/0/0/0     | 255/255/255 | FFFFFF      |         |

## Otras banderas

Bandera de la provincia de Sergipe.
Bandera del estado de Sergipe utilizada entre el 30 de octubre 1951 y el 3 de diciembre de 1952.